# El puente Ōhashi en Atake bajo una lluvia repentina
El puente Ōhashi en Atake bajo una lluvia repentina (大はしあたけの夕立 Ōhashi atake no yūdachi?) es una xilografía del género ukiyo-e obra del pintor japonés Utagawa Hiroshige, perteneciente a la serie Cien famosas vistas de Edo. Mide 34 cm de alto y 22.5 cm de ancho. Fechada en 1857, actualmente se encuentra en el Brooklyn Museum of Art de Nueva York.

## Historia
Utagawa Hiroshige –seudónimo artístico de Andō Tokutarō– (1797-1858) fue uno de los últimos y mejores representantes de la escuela ukiyo-e. Discípulo de Utagawa Toyohiro –del que tomó el apellido–, se especializó en el paisajismo, generalmente en formato de grabado. Su estilo se caracterizó por un gran realismo y el reflejo de la vida cotidiana y las gentes populares, así como una gran sensibilidad en el tratamiento atmosférico de sus obras y la plasmación en imágenes de estados de ánimo. Trabajó preferentemente en series de grabados, como Cincuenta y tres etapas de la ruta de Tokaido (1833), Famosas vistas de Kyoto (1834) y Sesenta y nueve estaciones de la Kisokaido (1839).
Esta estampa corresponde a una serie titulada Cien famosas vistas de Edo, realizada por Hiroshige entre 1856 y 1858. Comprende un total de 119 estampas sobre paisajes y lugares emblemáticos de Edo (nombre antiguo de Tokio). Este proyecto fue uno de los más ambiciosos y el último en relevancia de la producción de este artista. Con él, el afamado seguidor de la escuela ukiyo-e pretendió reflejar los cambios sufridos por la capital nipona durante esos últimos años, en que el progreso y la modernidad avanzaban vertiginosamente destruyendo las costumbres y tradiciones ancestrales de Japón. En 1853, el bloqueo naval del comodoro estadounidense Matthew Perry obligó al emperador a abrir Japón a Occidente. Posteriormente, en 1855, Edo sufrió un gran terremoto (de magnitud 7.1), que provocó una gran destrucción, con un saldo de 10.000 fallecidos y unos 16.000 edificios destruidos. Estos cambios en la fisonomía de la ciudad fueron los que quiso reflejar Hiroshige en su serie.
En el momento de realizar esta obra, Hiroshige se hallaba en la cumbre de su carrera: en 1856, al cumplir sesenta años, realizó el ritual budista de afeitarse la cabeza, iniciando la vida de monje. Recibió el encargo de Uoya Eikichi, un editor que quiso reflejar los cambios acaecidos en Edo tras el terremoto. Hiroshige plasmó esta idea en más de cien vistas sobre los lugares más conocidos y pintorescos de la ciudad. Buscó sobre todo imágenes insólitas, enfoques novedosos, con perspectivas poco usuales, como imágenes partidas por un marco vertical, o bien medio tapadas por un objeto cotidiano que se sitúa entre el fondo y la vista del espectador. Estas vistas tuvieron una exitosa acogida, aunque desgraciadamente la serie quedó interrumpida por la muerte del autor en una epidemia de cólera, en 1858.

## Análisis

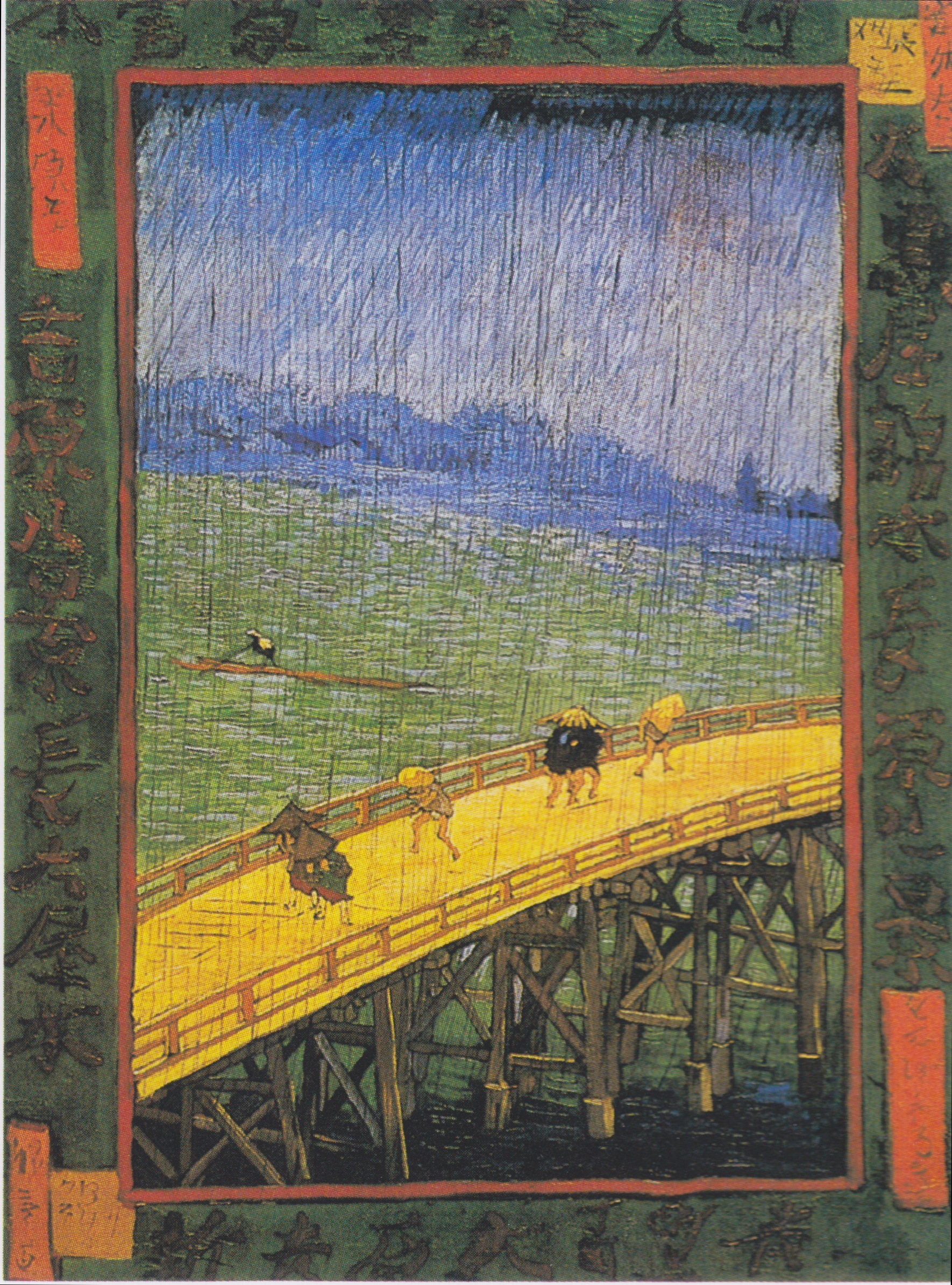
Japonaiserie: Puente bajo la lluvia (1887), de Vincent van Gogh, copia de la obra de Hiroshige.

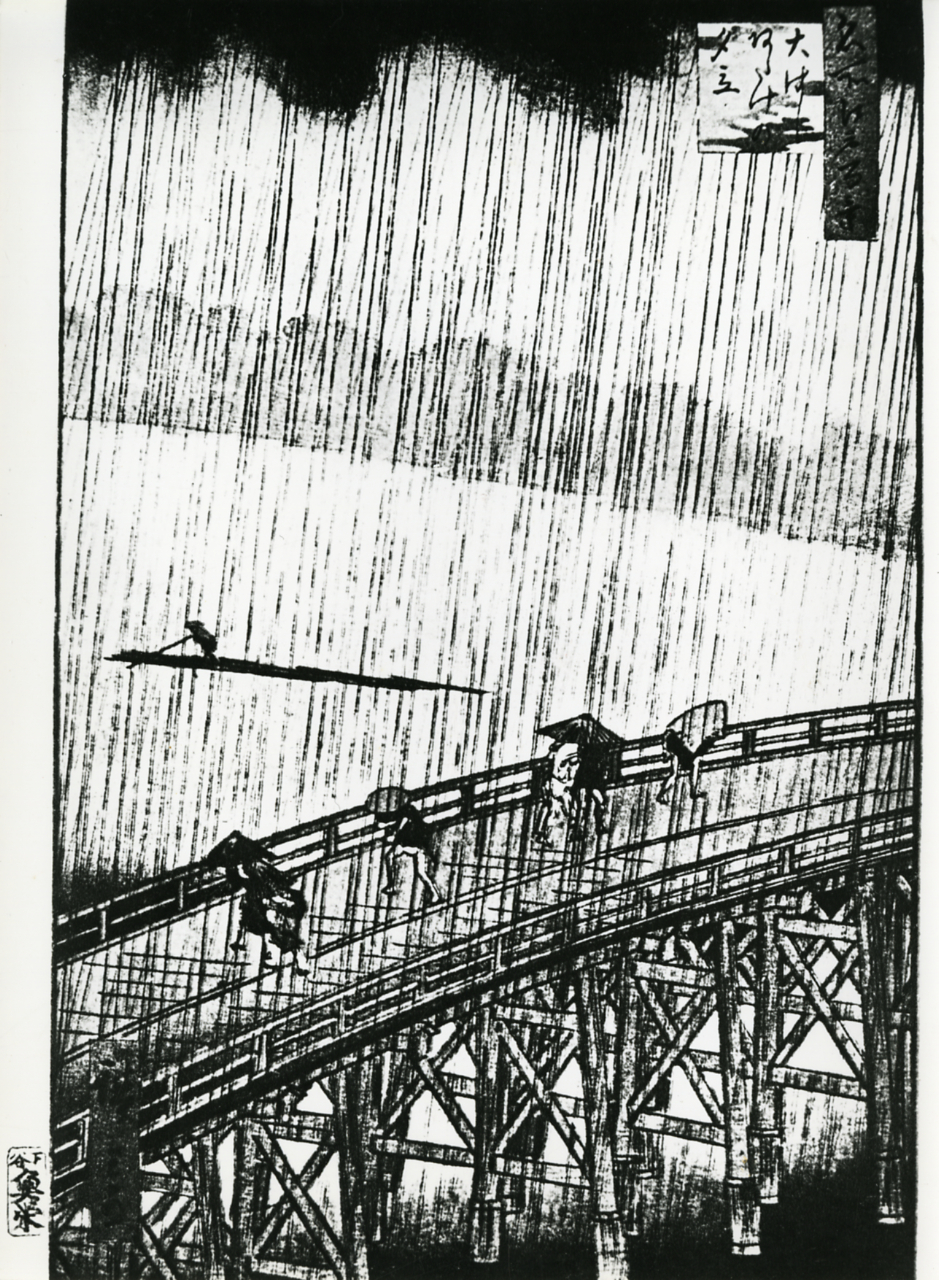
El puente Ōhashi en Atake bajo una lluvia repentina. Foto de Paolo Monti (1975).

La estampa muestra una lluvia repentina que cae violentamente sobre los transeúntes del puente Ōhashi, sobre el río Sumida, con la vista al fondo del barrio de Atake. Cabe destacar el realismo y originalidad en el tratamiento de la lluvia, compuesta con largas líneas verticales que caen de las nubes negras del aguacero. En el centro del río se representa un tanto difuminado por la distancia y el ambiente atmosférico un pescador, que rema rápidamente hacia la orilla. Igualmente, en la orilla del río se perfilan de forma difusa algunos edificios, como los almacenes del Shōgun, donde atracaba el barco militar Atake-maru, y la torre de vigilancia de los bomberos, a la derecha. La imagen presenta una composición triangular formada por el puente y la orilla del río, que pretende reflejar la rápida subida del agua y el posible desbordamiento del río.
La paleta cromática está compuesta principalmente de azul, gris y marrón, que dividen la obra en tres secciones que pretenden reflejar distintos focos de distancia para el espectador. El autor consigue un efecto de perspectiva aérea a través de diversas gradaciones del color azul: Hiroshige logró a lo largo de su obra una gran maestría sobre este color, en una variante de azul oscuro cercano al prusiano que fue conocido como «azul Hiroshige» o «azul japonés», muy admirado en Occidente. Este tipo de gradación tonal era conocido en Japón como bokashi.
Otro punto a tener en cuenta es la inusual perspectiva global que la imagen ofrece al espectador, desde un ángulo diagonal situado por encima de la escena, con lo que la vemos de forma elevada. Este efecto, junto con la composición vertical que corta el puente en su parte central y ofrece una amplia perspectiva del fondo, ayudan a acrecentar la impresión de una escena súbita, instantánea, accidental, lo que otorga gran dinamismo a la imagen.
Las estampas de Hiroshige tuvieron una gran acogida en Occidente –donde surgió la moda del japonismo–, llegando a influir en la obra de varios artistas: queda evidenciado en algunas obras de los años 1870 de James Abbott McNeill Whistler, como Thames set y Pinturas nocturnas. También impresionó en gran medida al pintor holandés Vincent van Gogh, que realizó una copia de la obra de Hiroshige, Japonaiserie: Puente bajo la lluvia (1887).